# Eukomia wiązowata

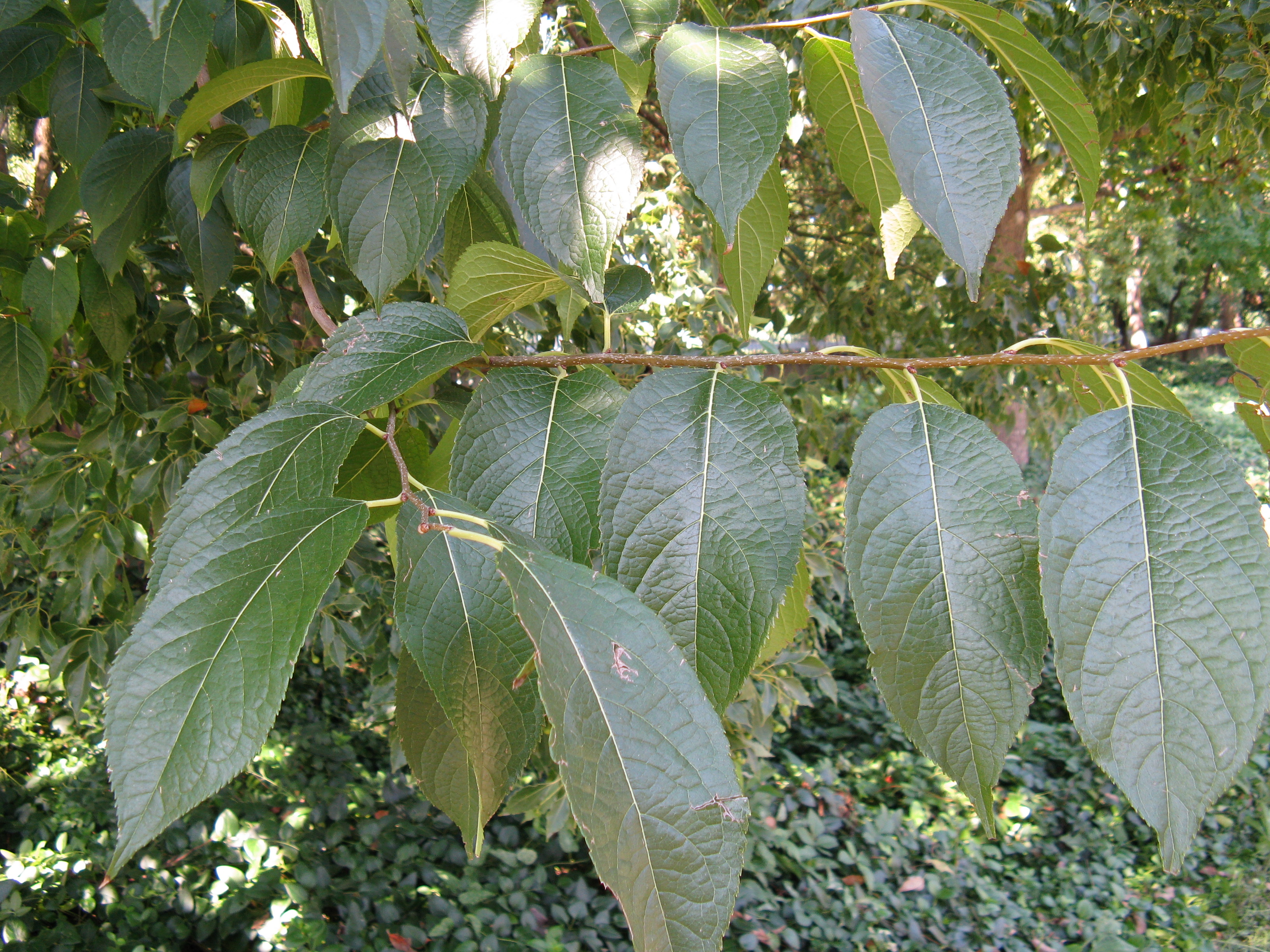
Liście eukomii wiązowatej

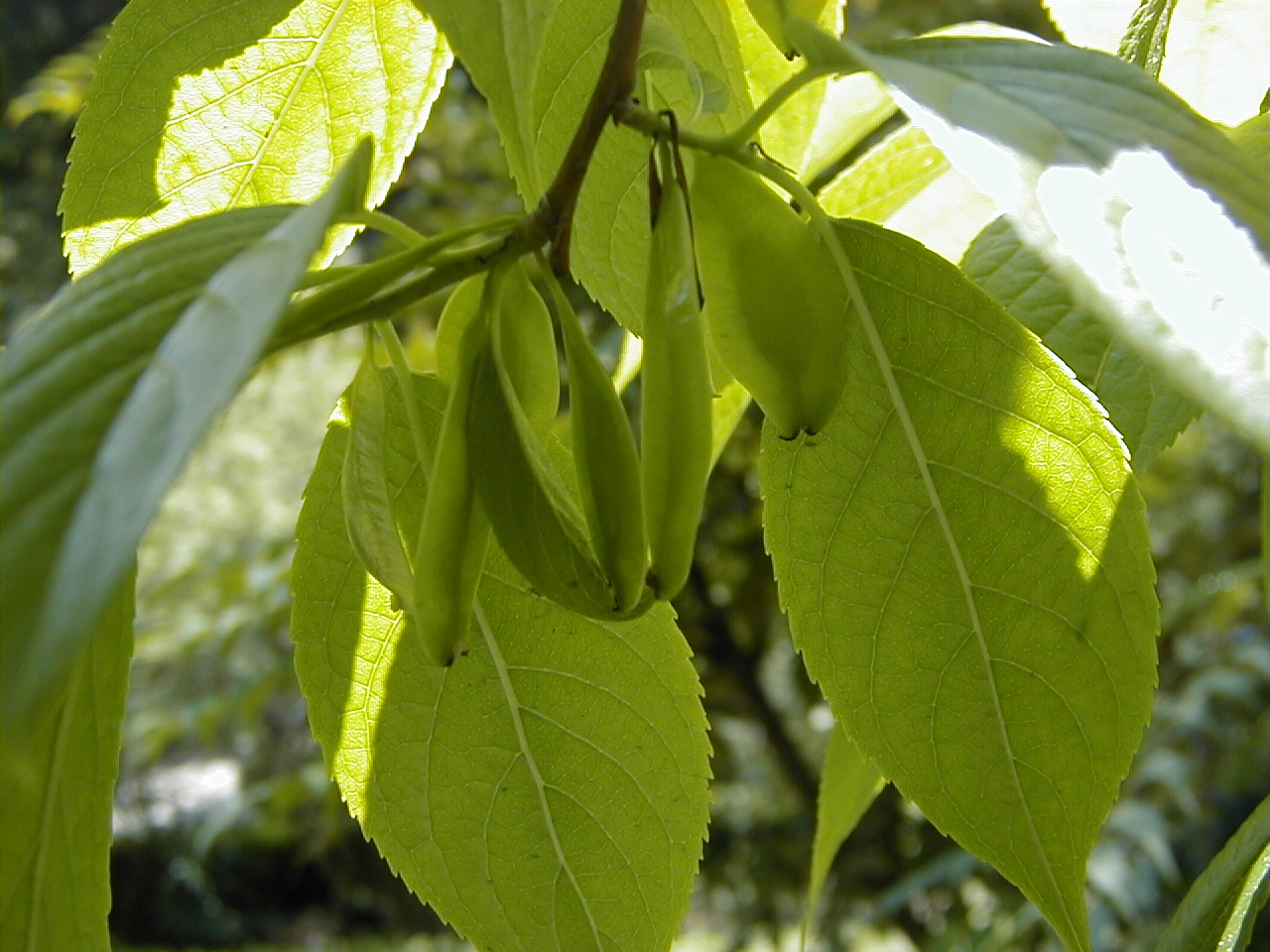
Owoce eukomii wiązowatej

Eukomia wiązowata, eukomia wiązolistna, eukomia chińska (Eucommia ulmoides Oliver) – gatunek drzewa lub wysokiego krzewu z monotypowej rodziny eukomiowatych (Eucommiaceae) i jedyny przedstawiciel monotypowego rodzaju eukomia. Gatunek jest od dawna uprawiany w wielu miejscach na rozległym obszarze Chin (zwłaszcza w zachodnich częściach Hubei i Syczuanu). Ponieważ łatwo dziczeje trudno stwierdzić czy gdziekolwiek rośnie na stanowiskach pierwotnych, prawdopodobnie wszystkie współczesne stanowiska są wtórne. Ślady kopalne gatunku zachowane w węglu brunatnym pochodzącym sprzed 10–35 milionów lat, świadczą o dawnym szerokim rozprzestrzenieniu tych roślin (znajdowane są w Europie, Ameryce Północnej, Afryce i zachodniej Azji).
Poza Chinami gatunek bywa uprawiany i lokalnie dziczeje (np. w Stanach Zjednoczonych). W Polsce eukomia spotykana jest niemal wyłącznie w kolekcjach.
Gatunek od ponad dwóch tysięcy lat wykorzystywany jest w Chinach jako leczniczy. Ceniony jest jako źródło gutaperki i drewna używanego w meblarstwie oraz na opał.

## Morfologia
PokrójDrzewo dorastające do 20 m wysokości i o średnicy pnia do 0,5 m. Zwykle rozłożyste. Kora jest ciemnoszara, na młodych konarach i drzewach dość gładka, na starych pniach głęboko spękana, w spękaniach jasnobrązowa. Pędy są nagie, wewnątrz z wąskim, blaszkowato podzielonym rdzeniem. Wszystkie części rośliny zawierają gutaperkę – twardniejący sok mleczny.
LiścieZrzucane na zimę, skrętoległe. Osadzone są na słabo owłosionym ogonku o długości od 1 do 2,5 cm. Młode liście są brązowo owłosione, z wiekiem owłosione pozostają tylko wiązki przewodzące. Blaszka jest jasno- do ciemnozielonej, mocno błyszcząca z obu stron. Ma kształt eliptyczny do jajowatego, osiąga 5–15 cm długości i 2,5–7 cm szerokości. Na szczycie blaszka jest długo zaostrzona, na brzegu piłkowana.
KwiatyDrobne, wiatropylne, rozdzielnopłciowe, przy czym rośliny są jednopienne. Kwiaty rozwijają się wczesną wiosną przed rozwinięciem się liści. Kwiaty osadzone są na krótkich szypułkach i pozbawione są okwiatu. Męskie skupione są w pęczkach w kątach liści. Składają się z 5–12 pręcików o bardzo krótkich nitkach, ale z dość długimi pylnikami w kolorze czerwonawobrązowym, pękających podłużnymi pęknięciami. Kwiaty żeńskie rozwijają się pojedynczo w kątach liści. Składają się z pojedynczej zalążni tworzonej z dwóch owocolistków, ale tworzących jedną komorę. Zalążnia jest naga, wydłużona i spłaszczona, zawiera dwa zalążki, z których jeden jest abortowany. Na szczycie zalążni znajduje się krótka, dwudzielna szyjka z dwoma znamionami.
OwocSilnie wydłużony i spłaszczony skrzydlak (oskrzydlony orzeszek). Osiąga 3–4 cm długości i 1,2 cm szerokości. Zawiera długie, równowąskie, pojedyncze nasiono.

## Systematyka
Pozycja systematyczna i podział według APweb (aktualizowany system APG IV z 2016)
Jedyny rodzaj należący do monotypowej rodziny eukomiowatych Eucommiaceae Engl., która jest siostrzaną wobec rodziny gariowatych Garryaceae. Razem z nią należy do rzędu Garryales wchodzącego w skład kladu astrowych. Rodzina w przeszłości sytuowana była w różnych miejscach systemu klasyfikacyjnego okrytonasiennych, ze względu na pewne podobieństwa zwykle w obrębie lub sąsiedztwie pokrzywowców Urticales lub oczarowców Hamamelidales.
| gariowce | \| \| gariowate Garryaceae \| \| \| \| \| \| eukomiowate Eucomiaceae \| \| \| \| |
|          | \| \| gariowate Garryaceae \| \| \| \| \| \| eukomiowate Eucomiaceae \| \| \| \| |
|          | gariowate Garryaceae                                                             |
|          |                                                                                  |
|          | eukomiowate Eucomiaceae                                                          |
|          |                                                                                  |

## Zastosowanie

### Roślina lecznicza
Surowiec zielarskiKora eukomii (Eucommiae cortex) – cała lub połamana, otarta, wysuszona kora gałęzi o zawartości nie mniej niż 0,1% diglukozydu pinorezynolu.
DziałanieW Chinach jest cenionym i stosowanym od co najmniej dwóch tysięcy lat środkiem leczniczym. Eukomia stosowana jest jako środek wzmacniający, moczopędny, obniżający ciśnienie krwi, przy chorobach wątroby, stanach zapalnych stawów oraz jako afrodyzjak. Substancją czynną jest aukubina (glikozyd irydoidowy) zawarta głównie w korze.

### Roślina gutaperkodajna
Zawiera gutaperkę występującą w różnych jej częściach (w liściach 2—4%, w korze pędów 5—6%, w korze korzeni 9—12%). Twardniejący sok mleczny podobny do kauczuku, używany jest jako wodoodporny materiał izolacyjny oraz m.in. jako wypełnienie ubytków w zębach.

### Źródło surowca drzewnego
Drewno wykorzystywane jest w meblarstwie i jako opał.